# 48. Golden Globe-gála
Az 48. Golden Globe-gálára 1991. január 19-én, vasárnap került sor, az 1990-ben mozikba, vagy képernyőkre került amerikai filmeket, illetve televíziós sorozatokat díjazó rendezvényt a kaliforniai Beverly Hillsben, a Beverly Hilton Hotelben tartották meg.
A 48. Golden Globe-gálán Jack Lemmon vehette át a Cecil B. DeMille-életműdíjat.

## Filmes díjak
A nyertesek félkövérrel jelölve.

### Legjobb film (dráma)
- Farkasokkal táncoló
  - Avalon
  - A Keresztapa III.
  - Nagymenők
  - A szerencse forgandó

### Legjobb film (musical vagy vígjáték)
- Zöld kártya
  - Dick Tracy
  - Ghost
  - Reszkessetek, betörők!
  - Micsoda nő!

### Legjobb színész (dráma)
- Jeremy Irons – A szerencse forgandó
  - Kevin Costner – Farkasokkal táncoló
  - Richard Harris – A rét
  - Al Pacino – A Keresztapa III.
  - Robin Williams – Ébredések

### Legjobb színész (musical vagy vígjáték)
- Gérard Depardieu – Zöld kártya
  - Macaulay Culkin – Reszkessetek, betörők!
  - Johnny Depp – Ollókezű Edward
  - Richard Gere – Micsoda nő!
  - Patrick Swayze – Ghost

### Legjobb színésznő (dráma)
- Kathy Bates – Tortúra
  - Anjelica Huston – Svindlerek
  - Michelle Pfeiffer – Oroszország-ház
  - Susan Sarandon – A gyönyör rabjai
  - Joanne Woodward – Mr. és Mrs. Bridge

### Legjobb színésznő (musical vagy vígjáték)
- Julia Roberts – Micsoda nő!
  - Mia Farrow – Alice
  - Andie MacDowell – Zöld kártya
  - Demi Moore – Ghost
  - Meryl Streep – Képeslapok a szakadékból

### Legjobb mellékszereplő színész
- Bruce Davison – Hosszútávú kapcsolat
  - Armand Assante – Hol az igazság?
  - Héctor Elizondo – Micsoda nő!
  - Andy García – A Keresztapa III.
  - Al Pacino – Dick Tracy
  - Joe Pesci – Nagymenők

#### Legjobb mellékszereplő színésznő
- Whoopi Goldberg – Ghost
  - Lorraine Bracco – Nagymenők
  - Diane Ladd – Veszett a világ
  - Shirley MacLaine – Képeslapok a szakadékból
  - Mary McDonnell – Farkasokkal táncoló
  - Winona Ryder – Sellők

### Legjobb rendező
- Kevin Costner (Farkasokkal táncoló)
  - Bernardo Bertolucci (Oltalmazó ég)
  - Francis Ford Coppola (A Keresztapa III.)
  - Barbet Schroeder (A szerencse forgandó)
  - Martin Scorsese (Nagymenők)

### Legjobb forgatókönyv
- Farkasokkal táncoló – Michael Blake
  - Avalon – Barry Levinson
  - A Keresztapa III. – Francis Ford Coppola és Mario Puzo
  - Nagymenők – Nicholas Pileggi és Martin Scorsese
  - A szerencse forgandó – Nicholas Kazan

### Legjobb eredeti betétdal
- Blaze of Glory – A vadnyugat fiai 2. - Jon Bon Jovi
  - "Sooner or Later (I Always Get My Man)" – Dick Tracy
  - "What Can You Lose?" – Dick Tracy
  - "Promise Me You'll Remember" – A Keresztapa III.
  - "I'm Checkin' Out" – Képeslapok a szakadékból

### Legjobb eredeti filmzene
- Oltalmazó ég – Ryuichi Sakamoto és Richard Horowitz
  - Avalon – Randy Newman
  - Farkasokkal táncoló – John Barry
  - A Keresztapa III. – Carmine Coppola
  - Havana – Dave Grusin

### Legjobb idegen nyelvű film
- Cyrano de Bergerac – Franciaország
  - Dreams – Japán
  - A rémes lány – Nyugat-Németország
  - Requiem für Dominik – Ausztria
  - Taksi-Blyuz – Szovjetunió

## Televíziós díjak
A nyertesek félkövérrel jelölve.

### Legjobb televíziós sorozat (dráma)
- Twin Peaks
  - China Beach
  - In the Heat of the Night
  - L.A. Law
  - Thirtysomething

### Legjobb televíziós sorozat (musical vagy vígjáték)
- Cheers
  - Murphy Brown
  - Egy rém rendes család
  - Öreglányok
  - Designing Women

### Legjobb televíziós minisorozat vagy tévéfilm
- A kitüntetés napja
  - Caroline?
  - Kémek családja
  - The Kennedys of Massachusetts
  - Az Operaház Fantomja

### Legjobb színész, televíziós sorozat (dráma)
- Kyle MacLachlan – Twin Peaks
  - Scott Bakula –Quantum Leap – Az időutazó
  - Peter Falk – Columbo
  - James Earl Jones – Gabriel's Fire
  - Carroll O'Connor – In the Heat of the Night

### Legjobb színész, televíziós sorozat (musical vagy vígjáték)
- Ted Danson –  Cheers
  - John Goodman –  Roseanne
  - Richard Mulligan – Empty Nest
  - Burt Reynolds – Kisvárosi mesék
  - Fred Savage – The Wonder Years

### Legjobb színész, televíziós minisorozat vagy tévéfilm
- James Garner – A kitüntetés napja
  - Steven Bauer – Drug Wars: The Camarena Story
  - Michael Caine – Jekyll & Hyde
  - Tom Hulce – Murder in Mississippi
  - Burt Lancaster – Az Operaház Fantomja
  - Rick Schroder – The Stranger Within

### Legjobb színésznő, televíziós sorozat (dráma)
- Patricia Wettig – Thirtysomething
- Sharon Gless – The Trials of Rosie O'Neill
  - Susan Dey – L.A. Law
  - Jill Eikenberry – L.A. Law
  - Dana Delany – China Beach
  - Angela Lansbury  – Murder, She Wrote

### Legjobb színésznő, televíziós sorozat (musical vagy vígjáték)
- Kirstie Alley – Cheers
  - Candice Bergen – Murphy Brown
  - Roseanne Barr – Roseanne
  - Carol Burnett – Carol & Company
  - Katey Sagal – Egy rém rendes család

### Legjobb színésznő, televíziós minisorozat vagy tévéfilm
- Barbara Hershey – A Killing in a Small Town
  - Suzanne Pleshette – Leona Helmsley: The Queen of Mean
  - Annette O’Toole – The Kennedys of Massachusetts
  - Lesley Ann Warren – Kémek családja
  - Stephanie Zimbalist – Caroline?

### Legjobb mellékszereplő színész, televíziós sorozat, televíziós minisorozat vagy tévéfilm
- Charles Durning – The Kennedys of Massachusetts
  - Barry Miller – Equal Justice
  - Jimmy Smits – L.A. Law
  - Dean Stockwell – Quantum Leap – Az időutazó
  - Blair Underwood – L.A. Law

### Legjobb mellékszereplő színésznő, televíziós sorozat, televíziós minisorozat vagy tévéfilm
- Piper Laurie – Twin Peaks
  - Sherilyn Fenn – Twin Peaks
  - Park Overall – Empty Nest
  - Faith Ford – Murphy Brown
  - Marg Helgenberger – China Beach

## Különdíjak

### Cecil B. DeMille-életműdíj
A Cecil B. DeMille-életműdíjat Jack Lemmon vehette át.

### Miss/Mr.Golden Globe
- Kaitlin Hopkins[3]

## Fordítás
Ez a szócikk részben vagy egészben  a(z)   48th Golden Globe Awards című angol Wikipédia-szócikk ezen változatának fordításán alapul.  Az eredeti cikk szerkesztőit annak laptörténete sorolja fel. Ez a jelzés csupán a megfogalmazás eredetét és a szerzői jogokat jelzi, nem szolgál a cikkben szereplő információk forrásmegjelöléseként.